# Ekrem Libohova
Ekrem Libohova, né le 24 février 1882 à Gjirokastër et décédé le 7 juin 1948 à Rome, est un homme politique albanais et collaborateur des forces de l'Axe. Il fut Premier ministre albanais à deux reprises pendant l'occupation italienne de l'Albanie.

## Carrière politique
Il est né à Gjirokastër et fit ses études à Istanbul et à Bruxelles. Son frère était Mufid Libohova, ministre de l'Intérieur du gouvernement provisoire d'Albanie.
Au début de sa carrière politique, Libohova fut ministre albanais à Rome. En 1924, tout en servant dans ce poste, Libohova aida à négocier la création de la Banque d'Albanie. Il fut rejoint par son frère, Mufid.
En 1929, il devint ministre de la cour de Zog Ier. Libohova fut décrit comme un « italophile » par d'autres membres de la classe politique albanaise lorsqu'il était ministre à la cour. Le 26 janvier 1931, il rejoignit le roi Zog lors d'un voyage en Italie. Le 20 février, après avoir assisté à une représentation de Pagliacci à l'opéra d'État de Vienne, Libohova fut blessé lors d'une tentative d'assassinat contre le roi Zog, Libohova et leur chauffeur ripostèrent sur les auteurs du nom de Aziz Çami et Ndok Gjeloshi,.
Libohova fut le dernier ministre des Affaires étrangères du royaume albanais. Après l'invasion italienne de l'Albanie, il quitta le pays pour l'Italie mais revint servir dans le gouvernement du protectorat italien. Libohova fut Premier ministre d'Albanie à deux reprises en 1943, d'abord entre le 19 janvier et le 13 février puis entre le 12 mai et le 8 septembre, fut .
Alors que l'Allemagne envahissait l'Albanie à la suite de l'armistice de Cassibile, Libohova et le général italien Alberto Pariani fuirent pour l'Italie. Libohova décéda à Rome le 7 juin 1948.